# 布里斯托中央圖書館
51°27′9.36″N 2°36′5.4″W / 51.4526000°N 2.601500°W
布里斯托中央圖書館是位於英國布里斯托的一間公立圖書館。

## 历史
該建築物是一棟當地的歷史建築，1906年由查爾斯·霍登所設計。此設計對愛德華時期的建築風格有重大影響。